# Abbazia di San Pietro al Monte
L'abbazia di San Pietro al Monte è un complesso architettonico di stile romanico, situato nella valle dell'Oro nel comune di Civate in provincia di Lecco.
Il luogo, che attualmente non è più occupato da religiosi, si compone di tre edifici: la basilica di San Pietro, l'oratorio intitolato a san Benedetto e quello che era il monastero di cui rimangono solo rovine.  
Due portali in pietra recano inciso il motto Ora et labora e ricordano la passata presenza dei monaci benedettini.
Le costruzioni facevano parte del complesso dell'abbazia benedettina di Civate comprensiva, nell'abitato, anche della basilica di San Calocero e delle chiese di San Nazaro e San Vito.
L'imponente ciclo di affreschi della basilica di San Pietro, che ha come tema l'Apoteosi finale del Cristo e il Trionfo dei Giusti sulla falsariga dell'Apocalisse di san Giovanni, ne fa una tra le più importanti testimonianze romaniche lombarde.

## Storia

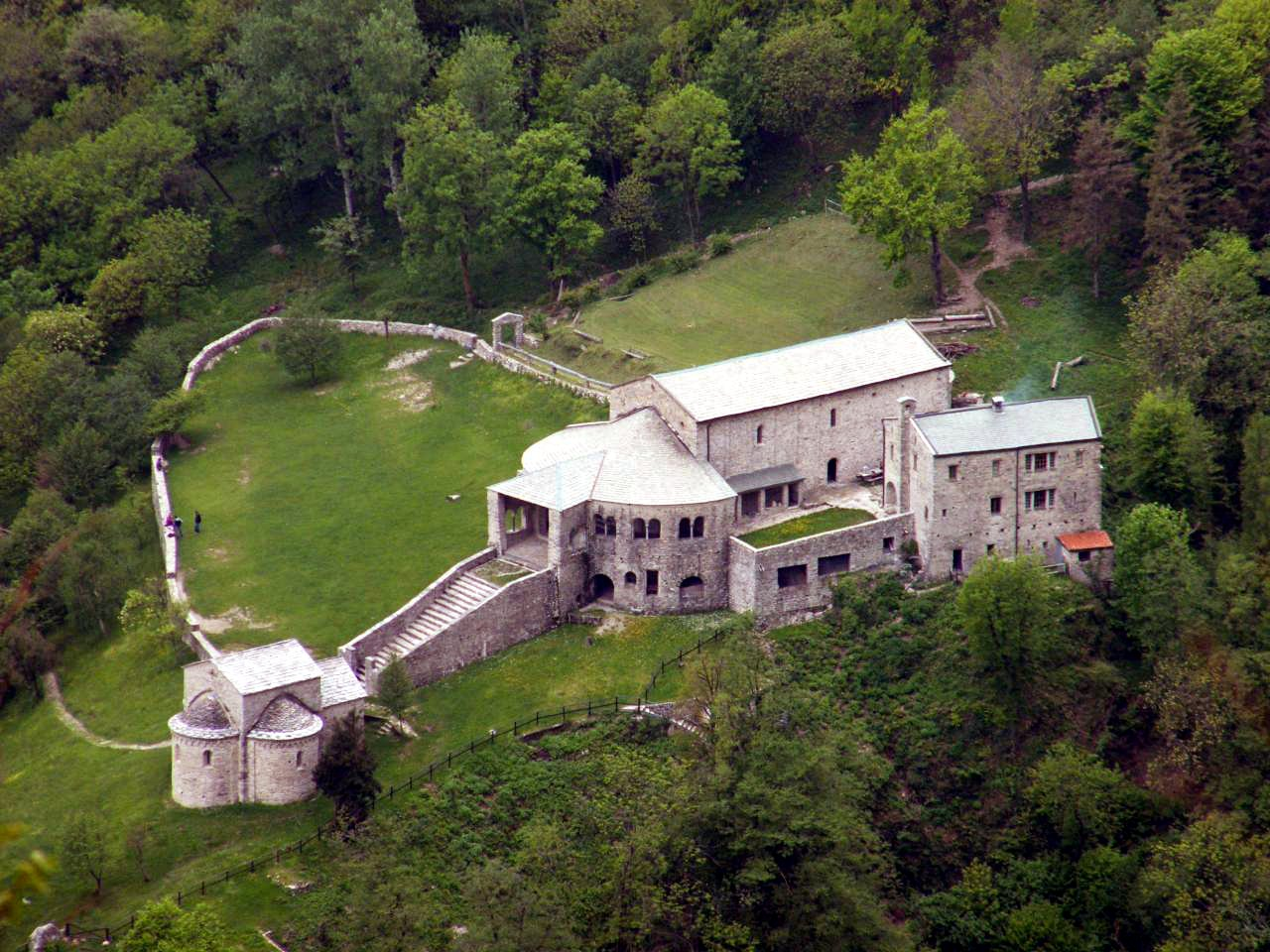
Vista d'insieme del complesso architettonico.

La leggenda di San Pietro al Monte narra che l'ultimo re longobardo Desiderio vi costruì un cenobio nel 772 in ringraziamento per la miracolosa guarigione dell'occhio del figlio Adelchi grazie alle acque di una fonte, che tutt'oggi scorre vicino alla chiesa. A parziale testimonianza di una presenza tardo antica sono i resti di una torre, di cappelle, colonne e murature databili tra il V e VIII secolo.
Il più antico documento, IX secolo, cita la presenza dell'abate Leutgario con trentacinque monaci benedettini legati al monastero di Pfäfers in Svizzera.
Il vescovo di Milano Arnolfo volle essere seppellito a San Pietro nel 1097 dopo avervi trascorsi gli ultimi anni di vita; probabilmente la sua presenza portò ai lavori di trasformazione dell'XI secolo.
L'ampliamento della struttura originaria (la quale è databile tra i secoli VIII e IX) portò al capovolgimento dell'asse est-ovest della basilica e successivamente alla sua decorazione.
Il monastero fu distrutto per ritorsione dal Libero comune di Milano in seguito allo schierarsi dai monaci con l'imperatore Federico Barbarossa; la comunità benedettina si trasferì a valle lasciando la custodia a pochi monaci votati all'eremitaggio. Con la costruzione della chiesa civatese di San Calocero, San Pietro al Monte andò progressivamente in rovina.
Sulla metà del XVI secolo monaci Olivetani tornarono a far vivere l'abbazia fino a quando ne furono scacciati definitivamente nel 1798 durante la Repubblica Cisalpina. Il chiostro risale al Settecento. Nel corso del secolo successivo si assistette alla demolizione di un campanile situato all'esterno della chiesa.

## Planimetria

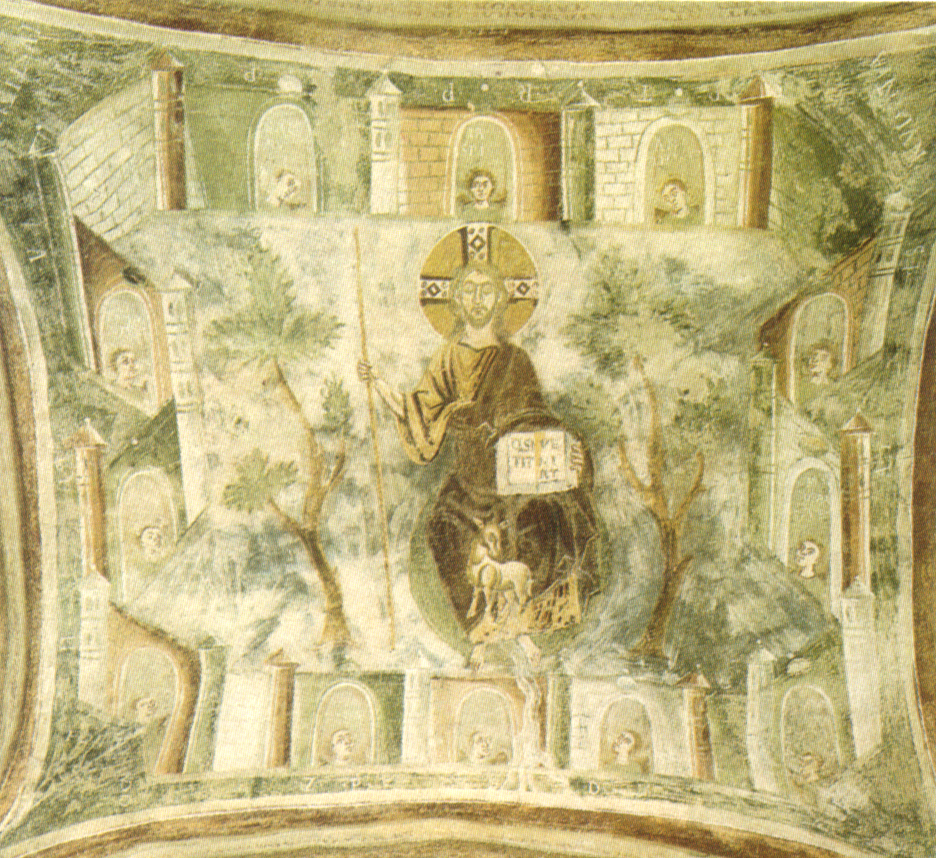
La Gerusalemme celeste, affresco nella chiesa di San Pietro al Monte.

La planimetria della chiesa è particolare: l'inversione dell'asse avvenuta nell'XI secolo con la costruzione di una nuova abside a ovest ha trasformato quella vecchia, ad est, nell'entrata. La costruzione ora ha due absidi alle estremità della navata unica, quella occidentale ospita il ciborio, quella orientale un pronao con due cappelline ai lati dell'ingresso.
L'accesso avviene per mezzo di una scalinata che porta in un ampio atrio semicircolare illuminato da bifore, costruito su due piani, uno a livello della chiesa l'altro a livello della cripta che poteva dare alloggio ai pellegrini. I gradini che compongono la scalinata sono in serpentino verde e granito.
All'ingresso troviamo un endonartece con due absidiole affrescate. Nella volta centrale viene raffigurata la Gerusalemme celeste, nella lunetta il Seno di Abramo, nelle volte la personificazione dei Fiumi celesti, sulle due transenne che dividono il pronao dalle absidiole due stucchi con il Grifone e la Chimera. Delle due cappelline una è affrescata con i santi, l'altra con gli angeli.
Internamente, la chiesa si presenta come un'aula rettangolare con copertura a capriate.
All'estremità occidentale della navata possiamo ammirare il ciborio decorato con stucchi semipolicromi, tutti i lati del timpano portano scene evangeliche, quello orientale raffigura Cristo crocifisso tra la Maria e san Giovanni, sopra i capitelli vi sono le raffigurazioni simboliche degli evangelisti, all'interno la cupola è affrescata con figure di santi.
Sulla controfacciata orientale (sopra la porta d'ingresso) l'affresco con la Visione dell'Apocalisse, di grande complessità e geniali soluzioni compositive vede al centro la figura di Cristo in maestà circondato da san Michele e gli angeli che trafiggono il dragone (il demonio). La presenza di altre figure, con corpi celesti e anime dannate con le loro valenze simboliche rendono difficile l'interpretazione dell'affresco. Emblematica è la cosiddetta Scena apocalittica, dove un Cristo in trono siede immateriale al centro del riquadro, mentre corre tutt'intorno uno stilizzato castello con un'intuitiva assonometria a zig-zag vista "a volo d'uccello", dove testine s'affacciano da aperture. La rigida simmetria è alleggerita dalle marcate variazioni luminose.
Tutto il ciclo pittorico, oltre la rappresentazione letterale dell'Apocalisse è impregnato di significati trascendenti e riferimenti simbolici di alta astrazione che rendono difficile la lettura.
La cripta, a cui si accede tramite una scala sul lato sud con spalletta decorata a stucco, è retta da colonne con capitelli decorati a stucco con forme vegetali stilizzate e contiene sulla parete orientale una lunetta con la Dormitio Virginis e affreschi con le Vergini sagge.

### Descrizione dell'apparato decorativo

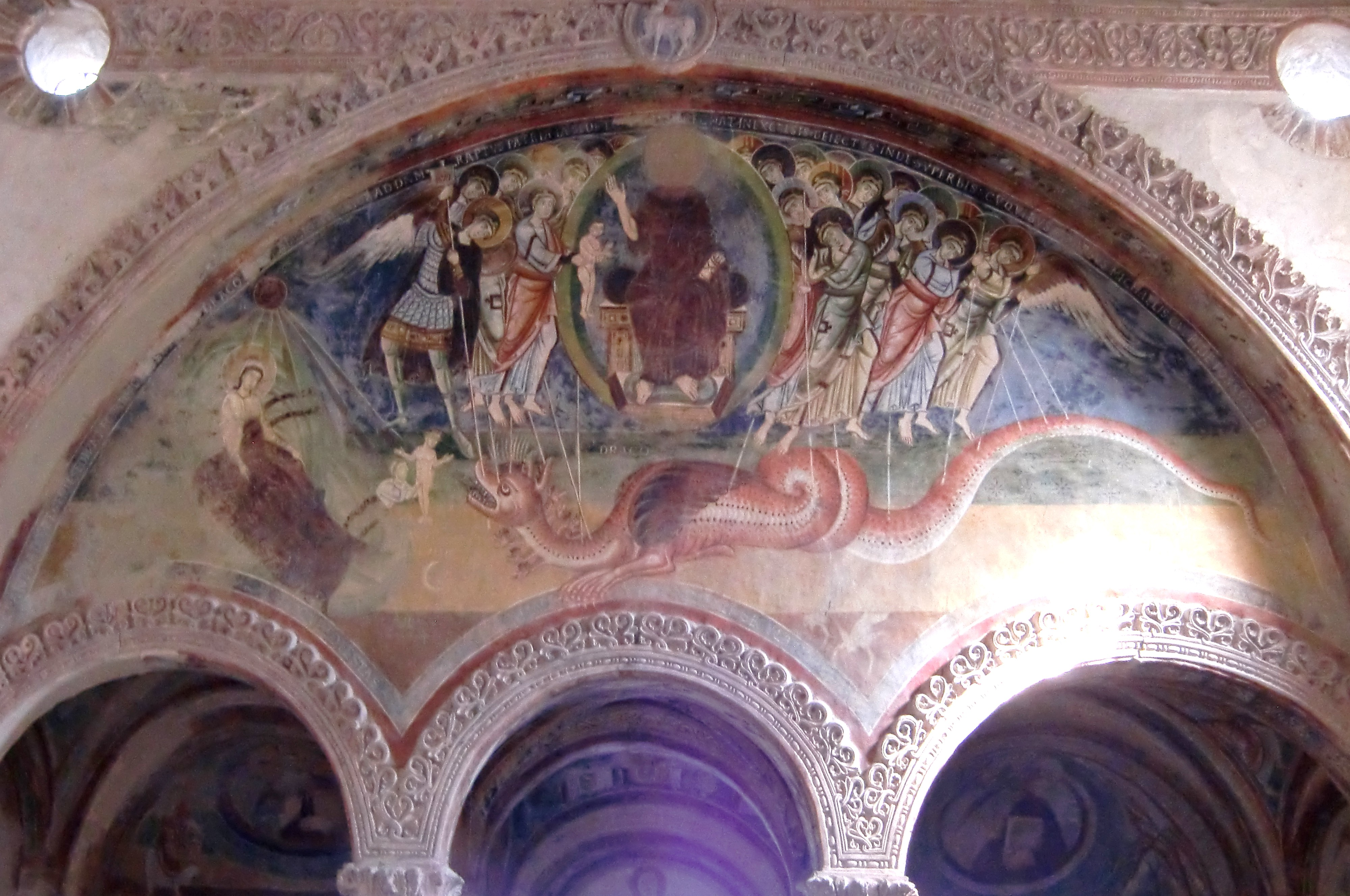
Nartece con scena dal capitolo 12 dell'Apocalisse

L'apparato decorativo di epoca romanica ancora presente nella basilica di San Pietro al Monte appare di eccezionale ricchezza e complessità: gli stucchi e gli affreschi presenti si connettono tra loro ubbidendo ad un medesimo linguaggio denso di rimandi simbolici alla dottrina ecclesiale, lasciando intuire la presenza di "una mente ideatrice di altissima preparazione teologica".
Salita la scalinata ed entrati nel pronao edificato tutt'intorno all'abside orientale quasi a formare un deambulatorio esterno, si osserva sulla porta d'ingresso alla chiesa l'affresco della Traditio Legis et Clavis, raffigurante Cristo che fonda la sua Chiesa consegnando a Pietro e Paolo rispettivamente le chiavi e le leggi.
All'interno, la navata della chiesa è preceduta da una sorta di nartece diviso in tre vani (un corridoio e due absidiole laterali) da quattro colonne tortili sormontate da archi a tutto sesto.
Nella lunetta sopra la parte interna dell'ingresso è raffigurato il Seno di Abramo, con il profeta che abbraccia idealmente il suo popolo. Sulle due pareti del corridoio di ingresso sono raffigurate scene che mostrano i santi papi Marcello e Gregorio intenti ad accogliere gruppi di fedeli; sotto le due scene trovano posto fasce a meandro con raffigurazione del simbolo cristologico del pesce. Nella sovrastante volta a vela si osserva un affresco con la Gerusalemme celeste di particolare complessità iconografica: al centro della scena è posto il Cristo assiso sul globo, con ai piedi l'Agnello mistico sotto il quale sgorga un fiume che subito si divide in quattro rami, mentre tutto intorno, nelle mura della città, si aprono complessivamente dodici porte dalle quali si affacciano teste di angeli. La scena continua idealmente nella volta a crociera successiva nelle cui vele trova posto la raffigurazione allegorica dei quattro fiumi del Paradiso Terrestre. In basso, le coppie di colonne sono legate tra loro da due plutei con le figure a stucco del Grifone e della Chimera, simboli del male, colti mentre fuggono dalla chiesa.
Nelle due absidiole che affiancano il corridoio d'ingresso trovano posto raffigurazioni della gerarchia degli angeli (absidiola meridionale) e dal popolo degli eletti (absidiola settentrionale). Al di sopra delle tre arcate del nartece interno, ingentilite da motivi decorativi in stucco, trova posto un unico grande affresco che riassume il senso dell'intero ciclo decorativo: la scena raffigurata rispecchia fedelmente quella descritta in apertura del capitolo 12 dell'Apocalisse.
Vi si osserva sulla sinistra la "donna vestita di sole, con la luna sotto i suoi piedi": ha appena partorito un figlio maschio che subito viene portato verso il trono di Dio, posto al centro della scena, in modo che egli non sia divorato dall'enorme drago che si distende col corpo e con la coda lungo tutta la scena. A scongiurare la minaccia interviene l'arcangelo Michele con i suoi angeli che, per mezzo delle loro lance, trafiggono il drago su tutto il corpo precipitandolo sulla terra.

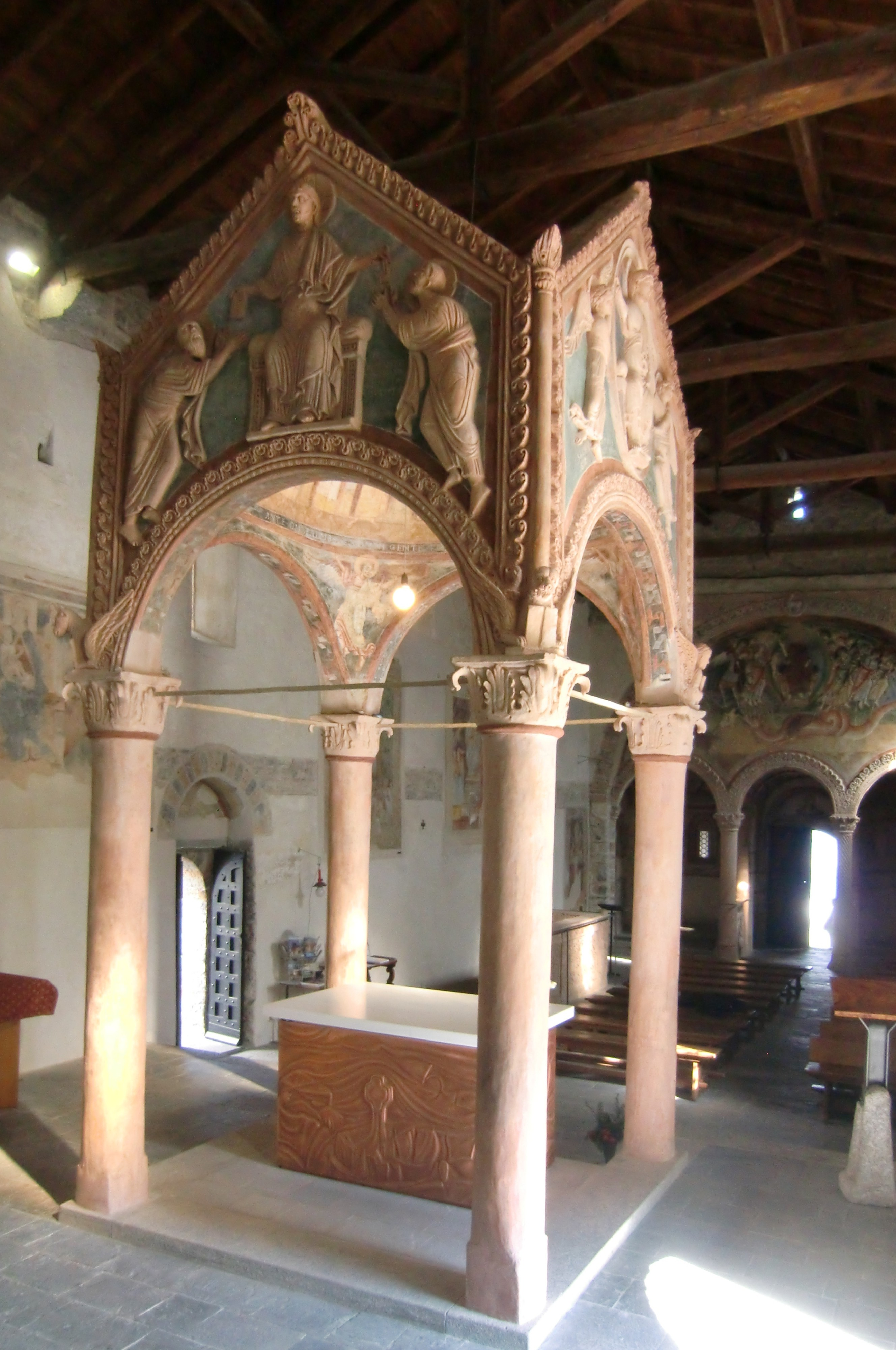
Il ciborio

L'altare posto di fronte all'abside occidentale è sormontato da un elegante ciborio in stucco che, nella sua struttura architettonica, ricorda da vicino a quello più della basilica di Sant'Ambrogio a Milano. È composto da quattro colonne con capitelli sormontati da altorilievi in stucco raffiguranti i simboli del Tetramorfo. Nelle quattro fronti cuspidate poste sopra gli archi che raccordano le colonne, trovano posto notevoli rilievi in stucco con le scene della Crocifissione, delle Marie al sepolcro, dell'Ascensione e della Traditio Legis et Clavis; il tutto impreziosito da una decorazione a stucco straordinariamente raffinata. All'interno del cupolino del ciborio trova posto un affresco che ripropone al centro la figura dell'Agnello mistico contornato da diciotto figure nimbate - dieci uomini e otto donne - che si collegano forse al testo dell'Apocalisse (ma sulla cui interpretazione non esistono pareri concordi).
Vanno ancora menzionati, nel descrivere l'apparato decorativo della chiesa, gli stucchi del parapetto, che difende il vano della scala che porta alla cripta. Si tratta di tre lastre con rilievi che mostrano all'interno di un complicato intreccio di girali e viticci rispettivamente le figure affacciate di un grifone e di un leone, di due leoni e di due leoni che si trasformano in pesci, in conformità ad una simbologia che verosimilmente allude al percorso di salvezza dell'uomo
Le decorazioni presenti nella cripta vogliono soprattutto rendere omaggio alla Madonna. Lo spazio della cripta è diviso in tre navate da due file di tre colonne; al termine della navata centrale è posto un modesto altare in muratura alle cui spalle si possono osservare, sapientemente eseguite in stucco, scene riguardanti la vita di Maria: la presentazione di Gesù al tempio, la crocifissione di Cristo (alquanto rovinata) e la Dormitio Virginis, scena di grande intensità emotiva. Delle decorazioni a fresco sopravvissute nella cripta si nota soprattutto una notevole raffigurazione di santa Agnese che regge una fiaccola alla quale è appeso un contenitore di olio (forse un rimando alla parabola delle vergini sagge e delle vergini folli).
La esecuzione del complesso apparato decorativo viene generalmente fatta risalire ad anni che vanno dagli ultimi decenni dell'XI secolo ai primi del secolo successivo. In merito agli artisti che presero parte ai lavori non esiste tra gli studiosi un accordo né sul loro numero, né sulla loro provenienza. Si possono ad esempio osservare notevoli differenze stilistiche tra l'autore della Gerusalemme celeste ove è piuttosto evidente la permanenza di modelli ottoniani di provenienza nordica, rispetto al Maestro della Visione apocalittica che, dimostra di essere a conoscenza del linguaggio figurativo bizantino della seconda metà dell'XI secolo.

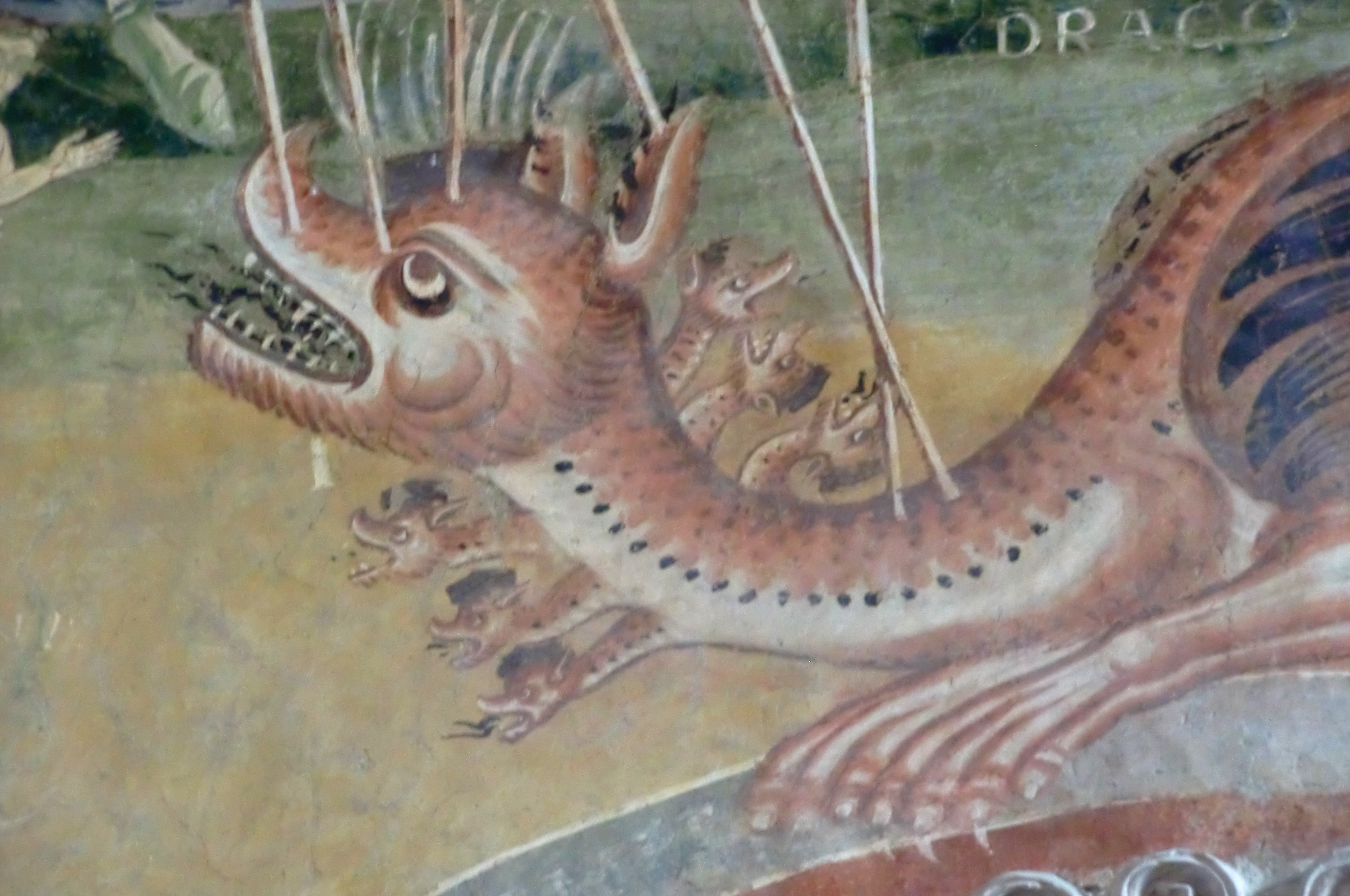
Particolare della scena dell'Apocalisse: il drago dalle sette teste
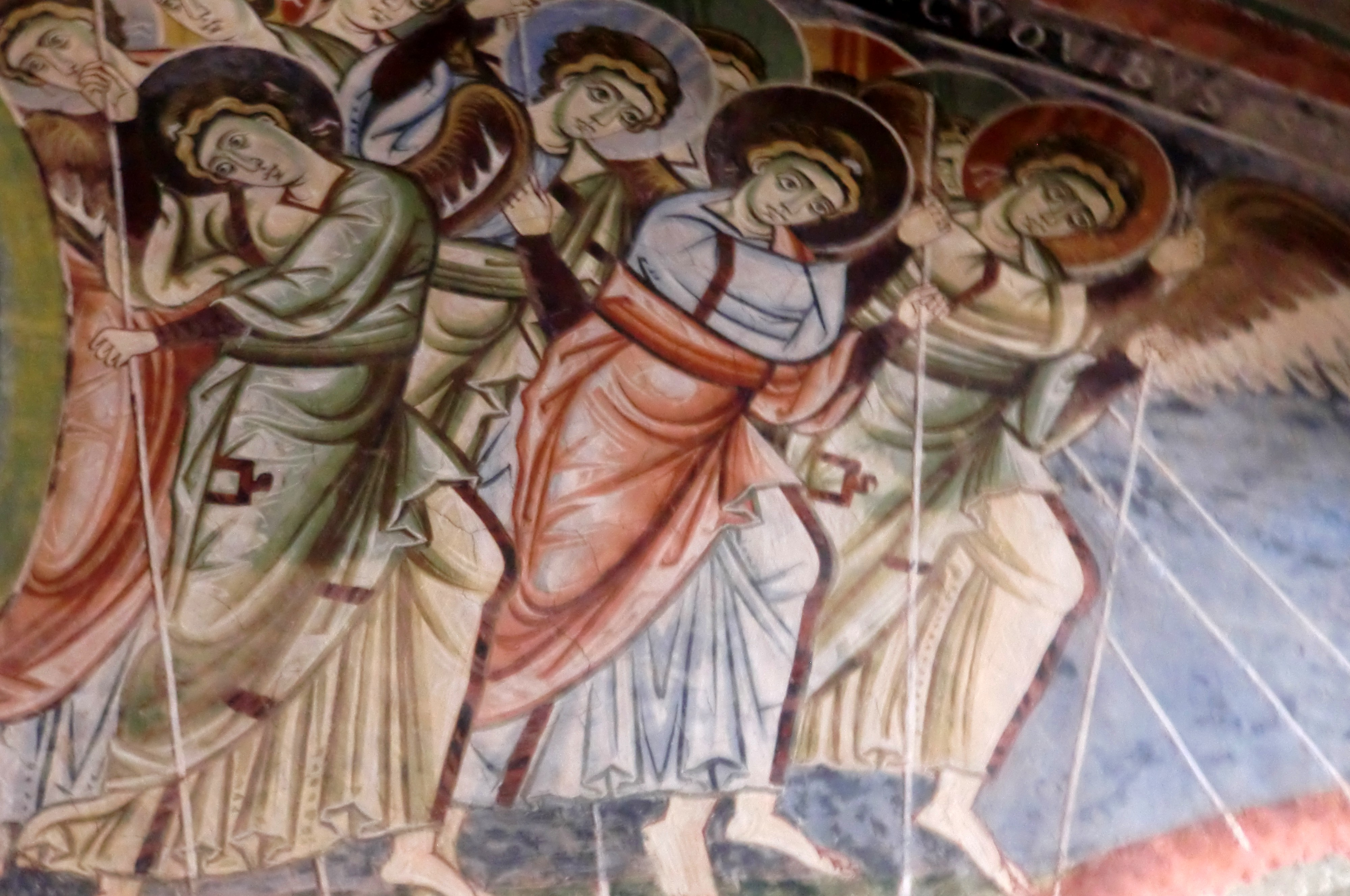
Particolare della scena dell'Apocalisse: Angeli che trafiggono il drago
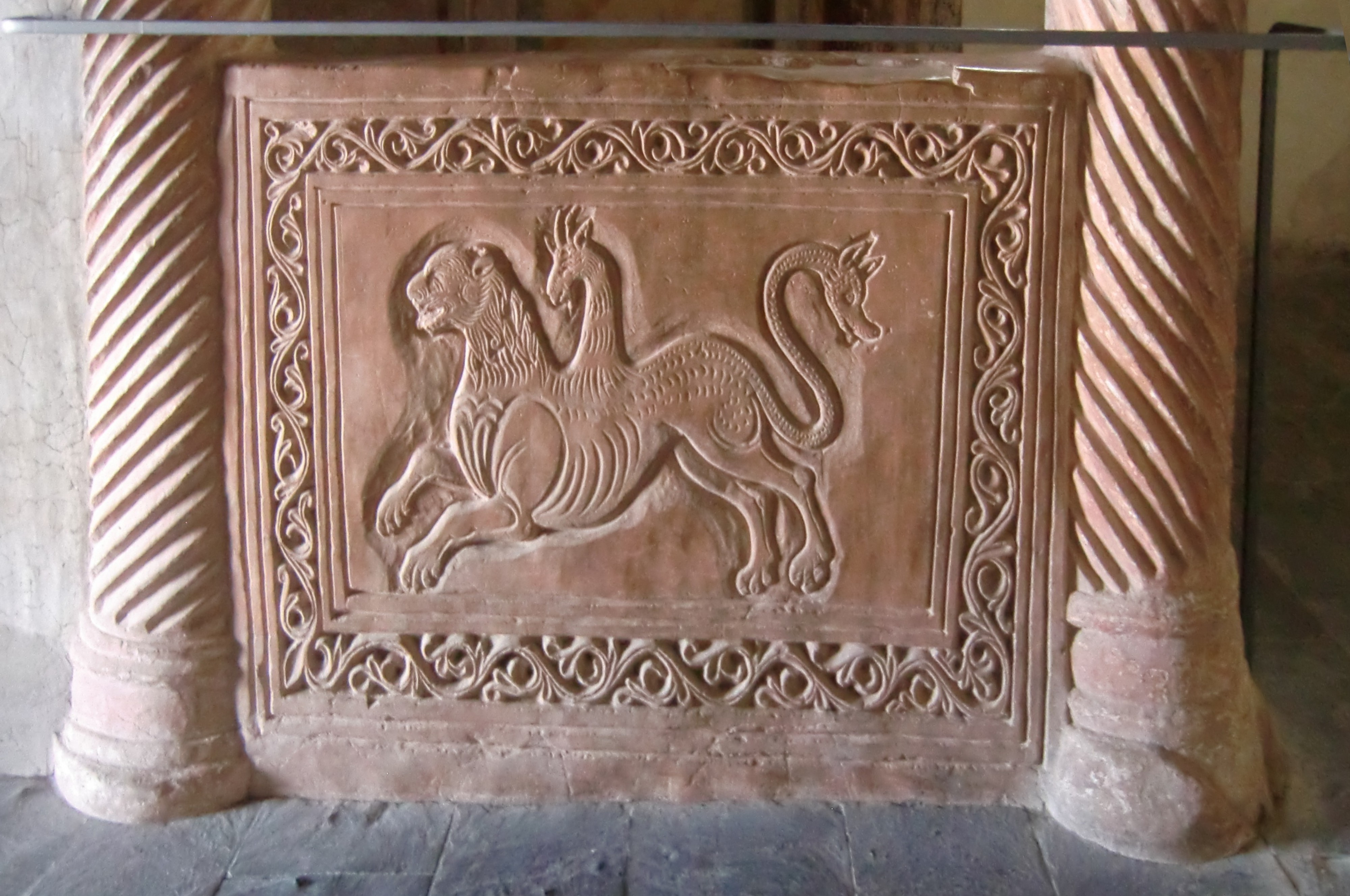
Pluteo con la raffigurazione della Chimera
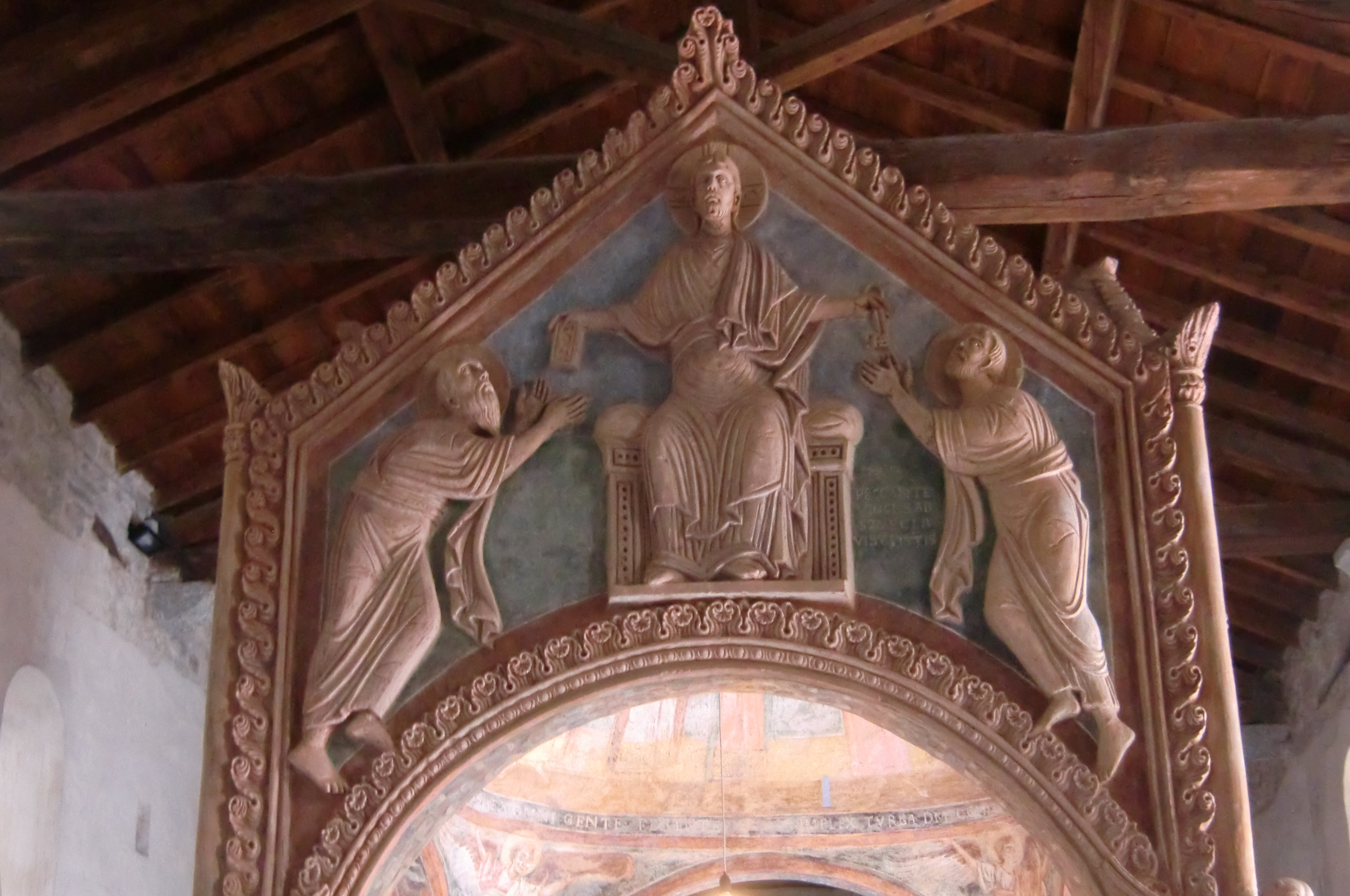
Fronte del ciborio con la Traditio Legis et Clavis
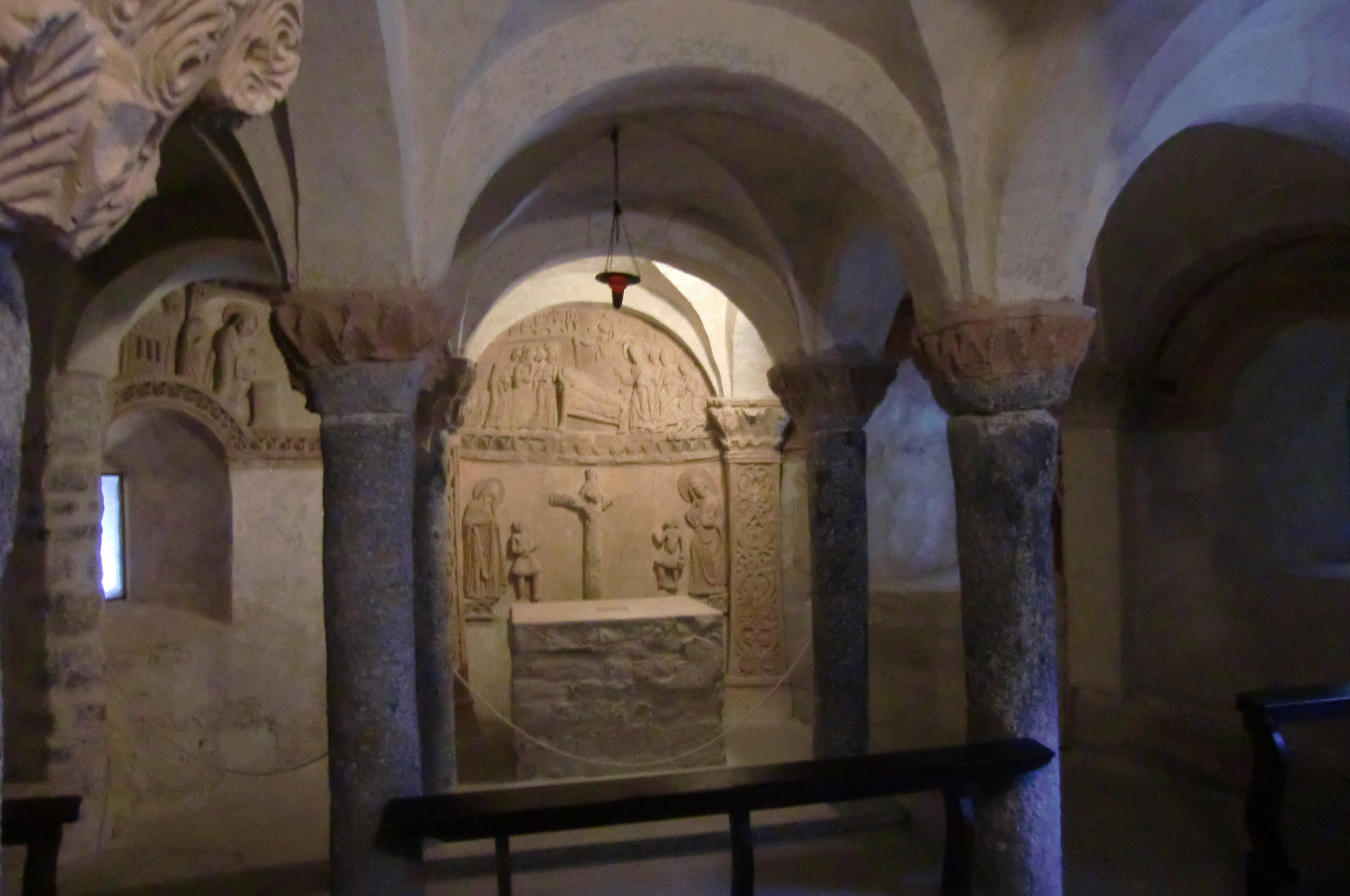
Immagine della cripta
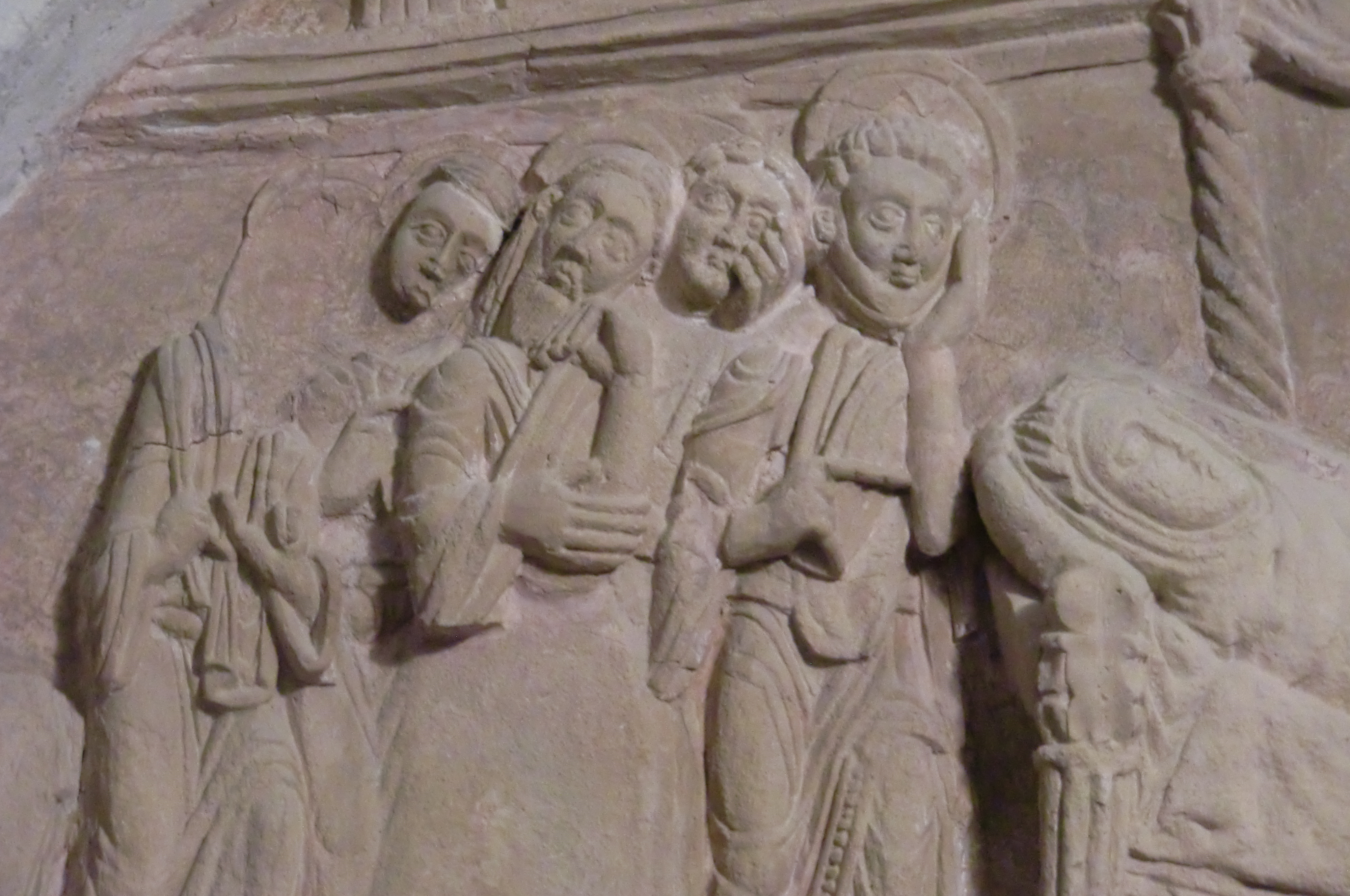
Particolare della Dormitio Virginis, rilievo nella cripta
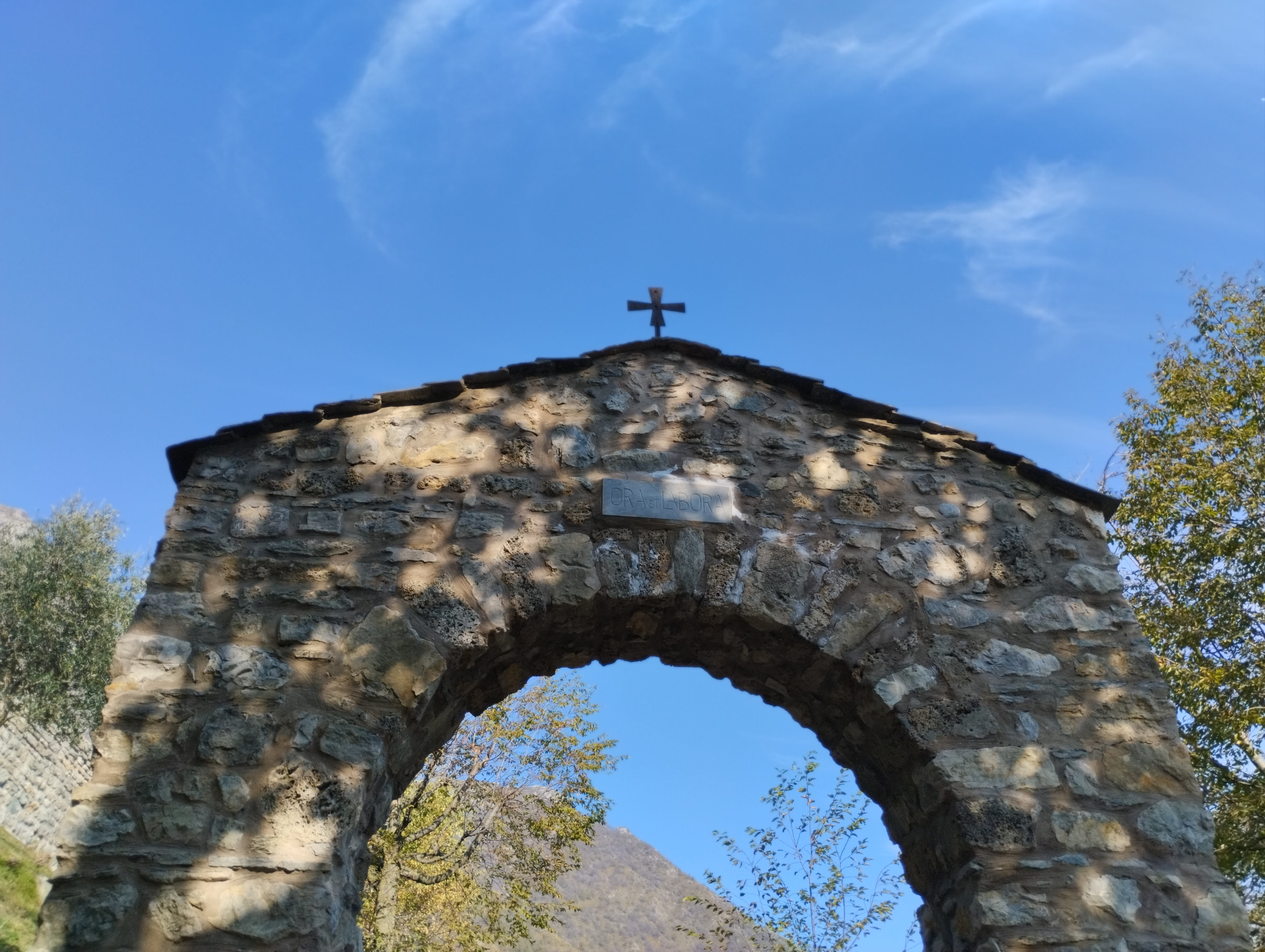
Porta d'entrata all'abbazia riportante Ora et Labora

## L'oratorio di San Benedetto

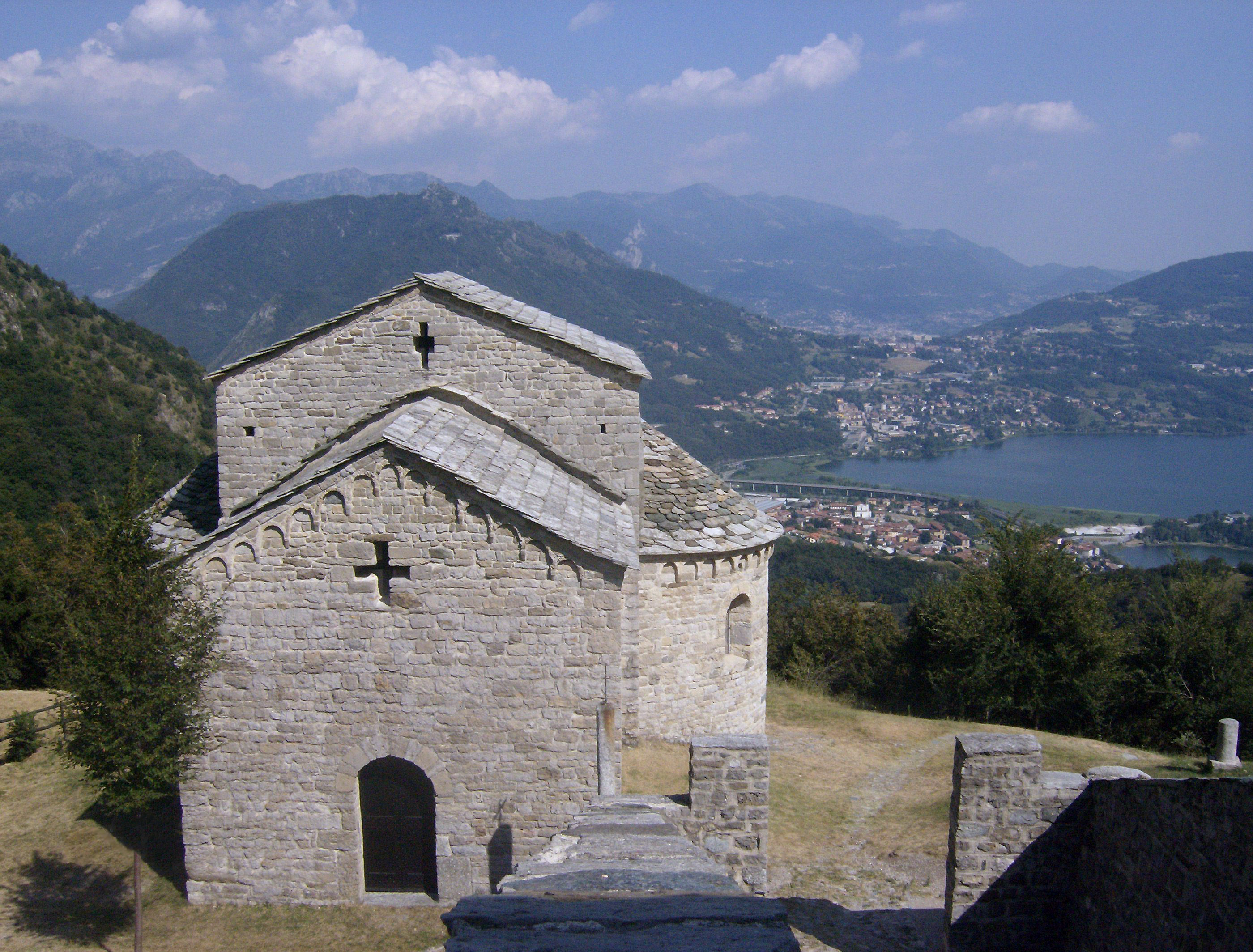
Oratorio di San Benedetto.

Databile al tardo XI secolo, l'oratorio si presenta come un piccolo edificio triabsidiato con un avancorpo a pianta quadrata. Delle tre absidi, quella meridionale è stata probabilmente oggetto di rimaneggiamenti.
L'oratorio, che forse un tempo faceva parte del cenobio dei benedettini,probabilmente non svolse mai funzioni battesimali, ma solamente oratoriali o funerarie.
All'interno si trovano tre affreschi sopra l'originario altare medievale in muratura. Databili al secolo XII, gli affreschi rappresentano San Benedetto che regge un libro con scritto ego sum benedictus aba(te), Sant'Andrea e il Cristo benedicente con la scritta ego sum lux mundi con la Madonna e San Giovanni Battista. L'attuale copertura a capriate venne probabilmente eseguita in sostituzione di una volta a crociera. 
Il complesso non è sempre aperto, si può visitare nei giorni feriali solo su prenotazione e nei giorni festivi l'apertura è garantita dall'associazione Amici di San Pietro.

## Il sito del complesso abbaziale
Il sito si trova ad una quota di 630 metri su un pianoro erboso, sulle pendici del monte Cornizzolo nei pressi di dove queste si intersecano con la parete del Monte Rai; ci si può arrivare solo a piedi in meno di un'ora partendo dalla frazione Pozzo nel comune di Civate, sia tramite una mulattiera comoda sia con un sentiero più a sinistra (ovest) attraversando un fitto bosco.
L'ottimo panorama che si gode spazia sulla Brianza, sui monti del Lecchese (ricordiamo il famoso Resegone e il Monte Barro) e sul lago morenico di Annone.

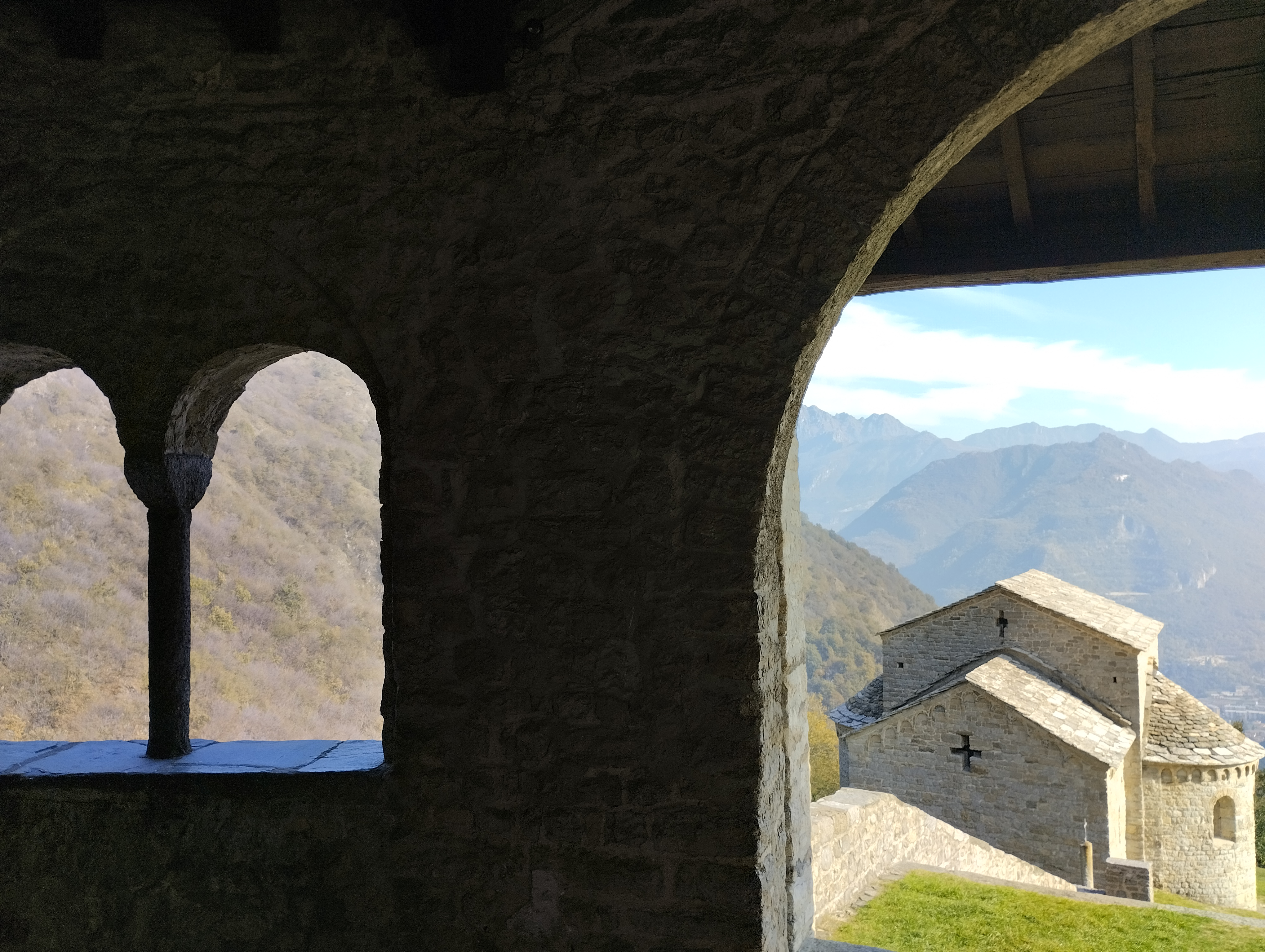
Complesso dell'Abbazia